# صيد السلمون في اليمن (فلم)
صيد سمك السلمون في اليمن فيلم بريطاني رومانسي كوميدي، دراما الفيلم من إخراج لاس هالستروم وبطولة إيميلي بلانت، ايوان ماكغريغور وكريستين سكوت توماس وعمرو واكد. السيناريو ل Beaufoy سايمون،
الفيلم استنادا إلى رواية تحمل نفس الاسم من قبل Torday بول. بدأ التصوير في 6 أغسطس، 2010، واستمر التصوير لمدة تسعة أسابيع في لندن واسكتلندا والمغرب.. الفيلم عرض لأول مرة في عام 2011 مهرجان تورنتو السينمائي الدولي.

## سير الأحداث
عالم صيادة الأسماك يجد نفسه على مضض مشاركا في مشروع لجلب صيد سمك السلمون إلى أودية مرتفعات اليمن، ويتم تغيير التاريخ السياسي البريطاني ومسار حياته.